# Peter Straughan
Peter Straughan (nascido em Gateshead, 1968) é um dramaturgo e roteirista britânico. Ele foi indicado ao Oscar de Melhor Roteiro Adaptado em 2012 pelo filme O Espião Que Sabia Demais e venceu na mesma categoria por seu trabalho em Conclave em 2025, pelo qual também recebeu um BAFTA, um Globo de Ouro e um Crítics Choice Awards.

## Filmografia

### Cinema
| Ano  | Título                                | Crédito         | Nota(s) |
| ---- | ------------------------------------- | --------------- | --- |
| 2006 | Sixty Six                             | Roteiro         | |
| 2007 | Mrs Ratcliffe's Revolution            | Roteiro         | |
| 2008 | How to Lose Friends & Alienate People | Roteiro         | |
| 2009 | The Men Who Stare at Goats            | Roteiro         | |
| 2010 | The Debt                              | Roteiro         | |
| 2011 | Gee Gee                               | Direção/Roteiro | Curta-metragem |
| 2011 | Tinker Tailor Soldier Spy             | Roteiro         | Prêmio BAFTA de Cinema: Melhor Filme Britânico Prêmio BAFTA de Cinema: Melhor Roteiro Adaptado Prêmios do British Film Bloggers Circle de Melhor Roteiro Adaptado San Francisco Film Critics Circle Award de Melhor Roteiro Original Indicado– Oscar de Melhor Roteiro Adaptado Indicado – Prêmio London Film Critics Circle de Melhor Roteiro Adaptado Indicado – Prêmio USC Scripter de Melhor Roteiro Adaptado Indicado – Washington D.C. Area Film Critics Association Award de Melhor Roteiro Adaptado |
| 2014 | Frank                                 | Roteiro         | |
| 2015 | Our Brand Is Crisis                   | Roteiro         | |
| 2017 | The Snowman                           | Roteiro         | |
| 2019 | The Goldfinch                         | Roteiro         | |
| 2024 | Conclave                              | Roteiro         | |

### Televisão
| Ano       | Título             | Crédito              | Nota(s)                                                                                        |
| --------- | ------------------ | -------------------- | ---------------------------------------------------------------------------------------------- |
| 2014      | Playhouse Presents | Direção/Roteiro      | Episódio: "Nosferatu in Love"                                                                  |
| 2015-2024 | Wolf Hall          | Adaptado por/Roteiro | Indicado - Prêmio Emmy do Primetime: Melhor Roteiro em Minissérie, Filme ou Especial Dramático |